# الیکایی بلوطی
الیکایی بلوطی (نام علمی: Cantorchilus nigricapillus) نام یک گونه از سرده کنارخوان‌ها است.